# Atelerix sclateri
Atelerix sclateri är en däggdjursart som beskrevs av Anderson 1895. Atelerix sclateri ingår i släktet Atelerix och familjen igelkottdjur. IUCN kategoriserar arten globalt som livskraftig. Inga underarter finns listade.
Arten når en kroppslängd (huvud och bål) av 206 till 263 mm, en svanslängd av 14 till 20 mm och den har 22 till 27 mm långa öron. Ovansidan är täckt av många mörka taggar och det finns en tydlig gräns mot den ljusbruna till vita pälsen på undersidan. Nosen är täckt av mörkare päls vad som liknar en ansiktsmask. De avrundade öronen är ofta kortare än taggarna som ligger bakom. Den korta svansen bär korta ljusa hår och är nästan helt gömd i taggarna som täcker stjärten. Atelerix sclateri har fem fingrar och fem tår varav tummen och stortån är små. Den nära besläktade afrikanska pygméigelkotten har bara fyra tår vid bakfötterna.
Denna igelkott förekommer i Somalia i en bredare remsa längs kustlinjen. Arten vistas i savannen eller i liknande gräsmarker.
Antagligen har arten samma levnadssätt som andra igelkottar som lever i torra habitat. Individerna är aktiva på natten och de gömmer sig ofta under buskar. När honan inte är brunstig lever varje exemplar ensam. Födan utgörs av ryggradslösa djur, några små ryggradsdjur, frukter och svampar.